# El Casar de Talavera
El Casar de Talavera es una localidad española del municipio de Talavera de la Reina, perteneciente a la provincia de Toledo, en la comunidad autónoma de Castilla-La Mancha. Antiguo municipio, hoy día está constituida como EATIM.

## Toponimia
El nombre de "El Casar del Ciego" tiene su origen por un hombre  llamado "Moreno" el cual edificó un Casar (casas y corrales). Posteriormente, ya de mayor, cegó y los hijos de los vecinos que vivían en la dehesa de Malojo decían "vamos al Casar del Ciego a jugar", más tarde los vecinos de este lugar se mudaron al Casar donde se constató dicho nombre. 
Hoy día el término "de Talavera" viene dado por la agregación de El Casar al municipio de Talavera de la Reina en el año 1846

## Historia
La fundación del pueblo se le atribuye a un tal “Moreno”, que edificó un casar (conjunto de casas y corrales), por avatares de la vida cegó y las gentes decían: “vamos al Casar del Ciego”.
El 1 de agosto de 1303, Fernando IV de Castilla daba en Córdoba las tierras y jurisdicción a El Casar y confirmada en Valladolid en 1420 “para que estuviese bien asistida y el servicio bien hecho”.
En 1418 las Sentencias de Juan Martínez de Riaza se refiere a dicho lugar como "El Casar del Ciego", de nuevo aparece en 1576 en la Descripciones de Felipe II, y en 1752 en las del Cardenal Lorenzana. 
En 1510 se le marcó la Dehesa Boyal con 200 fanegas, lo que viene a ser 1 280 000 m². En este mismo orden de cosas se tenían pastos y encinas comunales, con los pueblos de Gamonal, Mejorada, Segurilla, Pepino y Cervera de los Montes. 
Ubicado a los pies de la sierra de El Berrocal en el valle del Tajo bajo el nombre de El Casar del Ciego, en 1845 por la Ley de Ayuntamientos del gobierno de Isabel II se suprime su ayuntamiento y es anexionado al ayuntamiento de Talavera de la Reina,
 y hoy, con 101 habitantes (INE 2022), forma parte del municipio talaverano.
Hacia mediados del siglo XIX, el lugar tenía contabilizada una población de 74 habitantes. La localidad aparece descrita, ya agregada al municipio de Talavera de la Reina, en el sexto volumen del Diccionario geográfico-estadístico-histórico de España y sus posesiones de Ultramar de Pascual Madoz de la siguiente manera:

CASAR DE TALAVERA: l. agregado al ayunt. de Talavera de la Reina (1 leg.), en su part. jud., prov. y dióc. de Toledo (13), aud. terr. de Madrid (22), c. g. de Castilla la Nueva: sit. en tierra llana, ventilado de todos los aires; clima templado, y se padecen tercianas. Tiene 23 casas sin que formen calles; consistorial y cárcel en un mismo edificio; igl. parr. dedicada á la Purísima Concepcion; curato de entrada y provision ordinaria, y en los afueras varias fuentes para el uso de los vec. Confina el term. por N. con el de Mejorada; E. Talavera de la Reina; S. el r. Tajo; O. Gamonal, á dist. de 1/2 leg. próximamente por todos los puntos, y comprende 2 montes de arbolado de encina de nueva planta, llamados Valdelacruz y Dehesa boyal; la deh. Cotanillo para pasto, dos alamedas y 2 prados naturales para yerba, le baña el r. Tajo al S., según hemos dicho. El terreno es de mediana calidad para labor. Los caminos vecinales. El correo se recibe en Talavera por los mismos interesados. prod.: aceite, vino, trigo, cebada, centeno y toda clase de semillas; se mantiene ganado lanar, cabrio, de cerda y vacuno, y se cria caza menor. pobl. 13 vec., 74 alm. cap. prod.: 847,510 rs. imp.: 21,987 rs. contr. y presupuesto municipal con su ayunt. Este pueblo es conocido vulgarmente con el nombre de Casar del Ciego.
(Madoz, 1847, p. 37)

En noviembre de 2001 los vecinos y vecinas, por una mayoría superior a los dos tercios, adoptaron la iniciativa de constitución de una EATIM para la gestión descentralizada de sus intereses.
En 2007 se constituyó como entidad de ámbito territorial inferior al municipio (EATIM).
El 28 de abril de 2008 se constituye la Comisión Gestora, décimo día natural a la fecha de la Orden de 18-04-2008, de la Consejería de Administraciones Públicas, por la que se designa la Comisión Gestora de la Entidad de Ámbito Territorial Inferior al Municipio de El Casar de Talavera).

## Geografía
El Casar del Ciego (de Talavera) se encuentra situado en la parte noroeste de la provincia de Toledo, junto a la confluencia de la N-502 Ávila-Córdoba y la Autovía de Extremadura. La localidad está situada a una altitud de 407 m sobre el nivel del mar. El arroyo Merdancho nace en Las Cañadas, al norte del municipio, y lo atraviesa, pasando por la Alcoba hasta desembocar en el Tajo. El Casar linda con los términos municipales de Mejorada al norte, Talavera de la Reina al este, Talavera la Nueva,  el río Tajo y Las Herencias al sur y Gamonal y Velada al oeste.
|                         | Norte: Mejorada                                     |                            |
| Oeste: Gamonal y Velada |                                                     | Este: Talavera de la Reina |
|                         | Sur: Talavera la Nueva, el río Tajo y Las Herencias |                            |

## Administración
| Alcalde: Ángel Luis Gómez Ramos Teniente de Alcalde: César Loarte Valero | 2 |
| Concejal: Miguel Ángel Jiménez Jiménez                                   | 1 |

|                                                     |                    |                 |  |  |  |  |  |
| Alcalde/Alcaldesa                                   | Inicio del mandato | Fin del mandato |  |  |  |  |  |
| Santos García Manzano (Presidente Comisión Gestora) | 2008               | 2011            |  |  |  |  |  |
| Santos García Manzano                               | 2011               | 2015            |  |  |  |  |  |
| Santos García Manzano                               | 2015               | 2019            |  |  |  |  |  |
| Santos García Manzano                               | 2019               | 2023            |  |  |  |  |  |
| Ángel Luis Gómez Ramos                              | 2023               | 2027            |  |  |  |  |  |

## Patrimonio
Sus principales monumentos son:

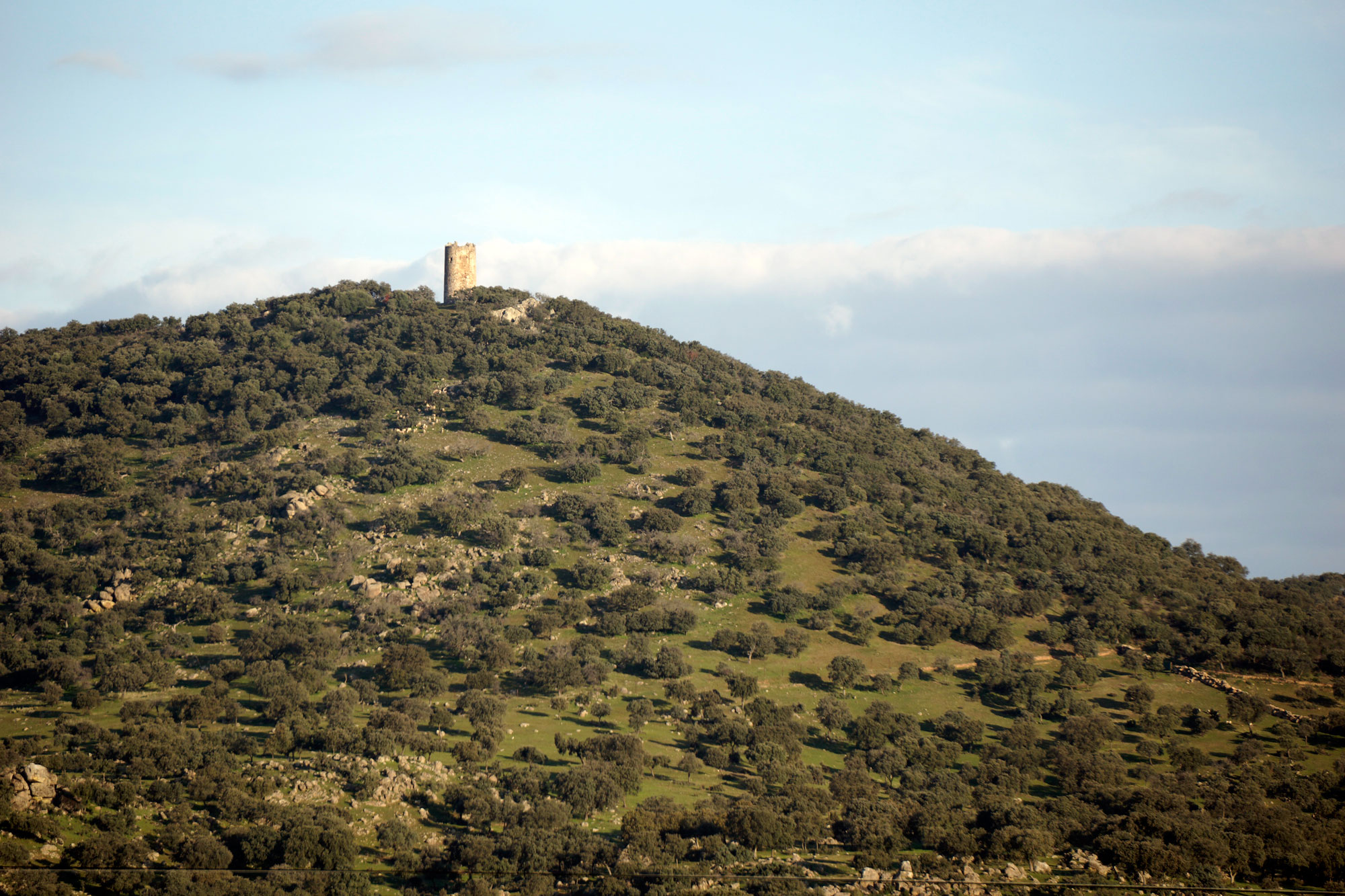
Atalaya de El Casar

- Iglesia parroquial dedicada a Ntra. Señora de la Concepción: Del siglo XVI, posee una cerámica y un artesonado mudéjar únicos en la provincia de Toledo, al igual que su pila bautismal tallada con imágenes y un escudo heráldico.
- Atalaya de El Casar. Monumento histórico de origen musulmán que data del siglo X. Continua señoreando el cerro de Malojo.
- Ermita de San Roque. En ruinas: Su imagen se venera en la actualidad en la iglesia parroquial.
- Molino El Cubo: Antiguo lugar de celebración del Calbote (1 de noviembre).
- Fuente la Mora: De donde bebieron Infantes y Arzobispos de España.
- Cruz del humilladero (crucero): Se encuentra en las inmediaciones del cementerio municipal.
- El Calvario: Situado a la entrada del pueblo por la carretera N-502.

## Fiestas y tradiciones
- Romería Santa Apolonia: Se celebra, el domingo más próximo al 9 de febrero, en el municipio de Talavera de la Reina. El Casar participa en la romería a la ermita de Santa Apolonia, siendo punto de encuentro, desde dónde los/as casareños/as inician la romería y continúan con los/as romeros/as de los pueblos vecinos.
- Día de la Tortilla: Jueves de Comadre (anterior al carnaval). Es típico ir a comer la tortilla al campo o alrededores del municipio.
- Cortejo de Mondas: Celebrado en el municipio de Talavera de la Reina. El Casar lleva participando, desde hace varios siglos, en el cortejo en el que cada vez son más los casareños y casareñas que van ataviados con sus trajes típicos a ofrecer flores y su insigne Cirio a la patrona de Talavera, la Virgen del Prado.
- Aniversario de la localidad: 1 de agosto conmemoración del otorgamiento de la Carta Puebla.
- Fiestas patronales: Se celebran el penúltimo fin de semana de agosto en honor a San Roque y a Ntra. Señora del Rosario, con espectáculo pirotécnico, verbenas, discotecas, cucaña, actividades deportivas y procesión.
- Festividad Virgen del Rosario: 7 de octubre rindiendo homenaje a La Virgen del Rosario.
- El Calbote: 1 de noviembre (Día de Todos los Santos) siendo típico  para los vecinos y vecinas de El Casar pasar el día en el campo, asando castañas en el Molino El Cubo y actualmente en La Atalaya de la localidad.

## Personas notables
Constanza de Meneses Aguirre, madre de Francisco Aguirre, nació en el año 1483 y fue dueña de bienes y tierras en El Casar del Ciego. En 1498 contrajo matrimonio con Hernando de la Rúa, que sirvió a Pedro Zúñiga y a Antonio de Velasco (condes de Bañares y de Haro respectivamente). De este matrimonio nacieron el conquistador Francisco de Aguirre, Isabel de Meneses y Pedro de Aguirre. Una de las tres plazas de la localidad lleva su nombre.

## Asociaciones
- Asociación de Vecinos San Roque
- Asociación Cultural de Mujeres Fuente  la Mora
- Asociación Deportiva Hijos de la Atalaya